# Porchetta

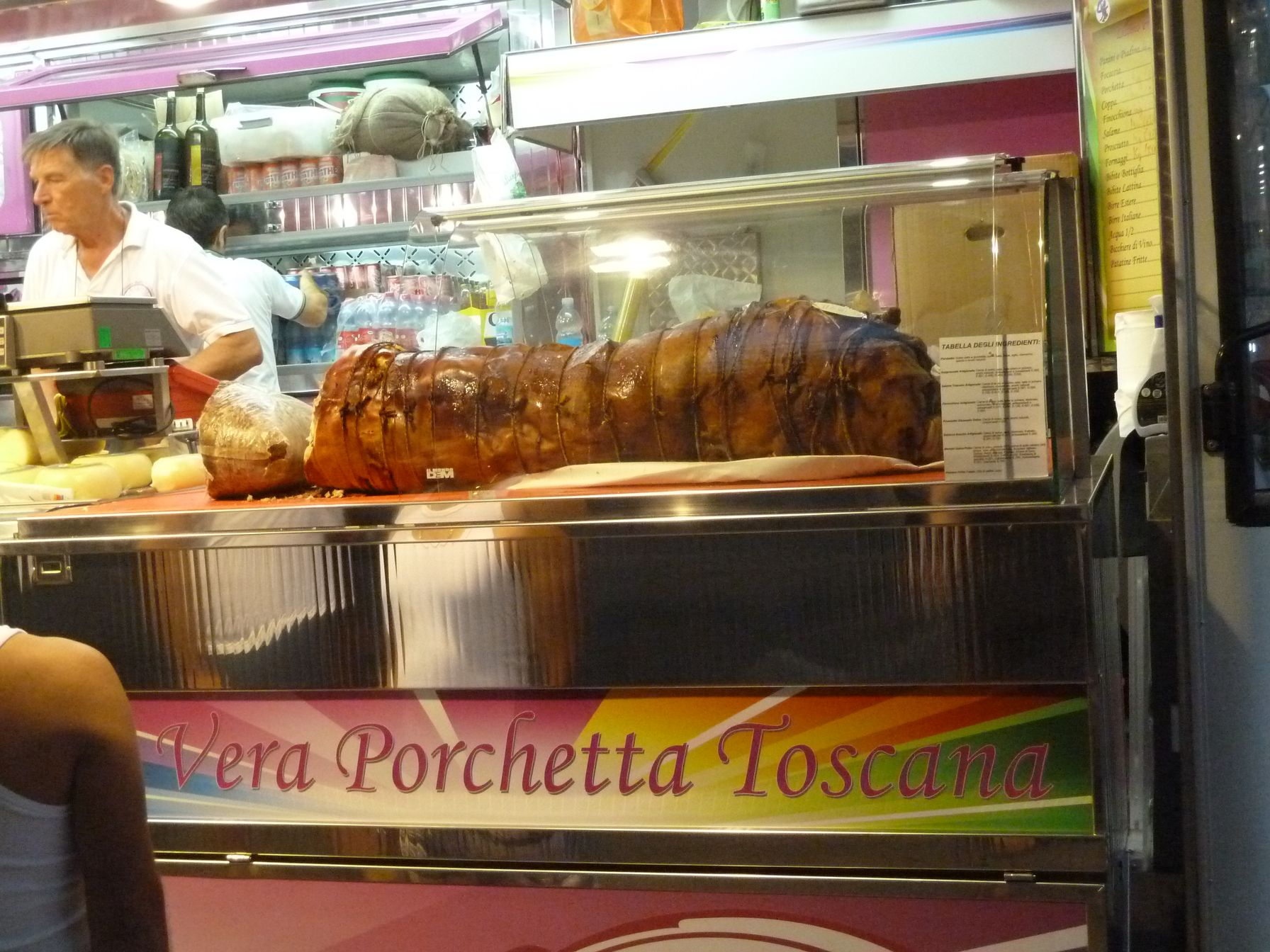
Porchetta, am Stück

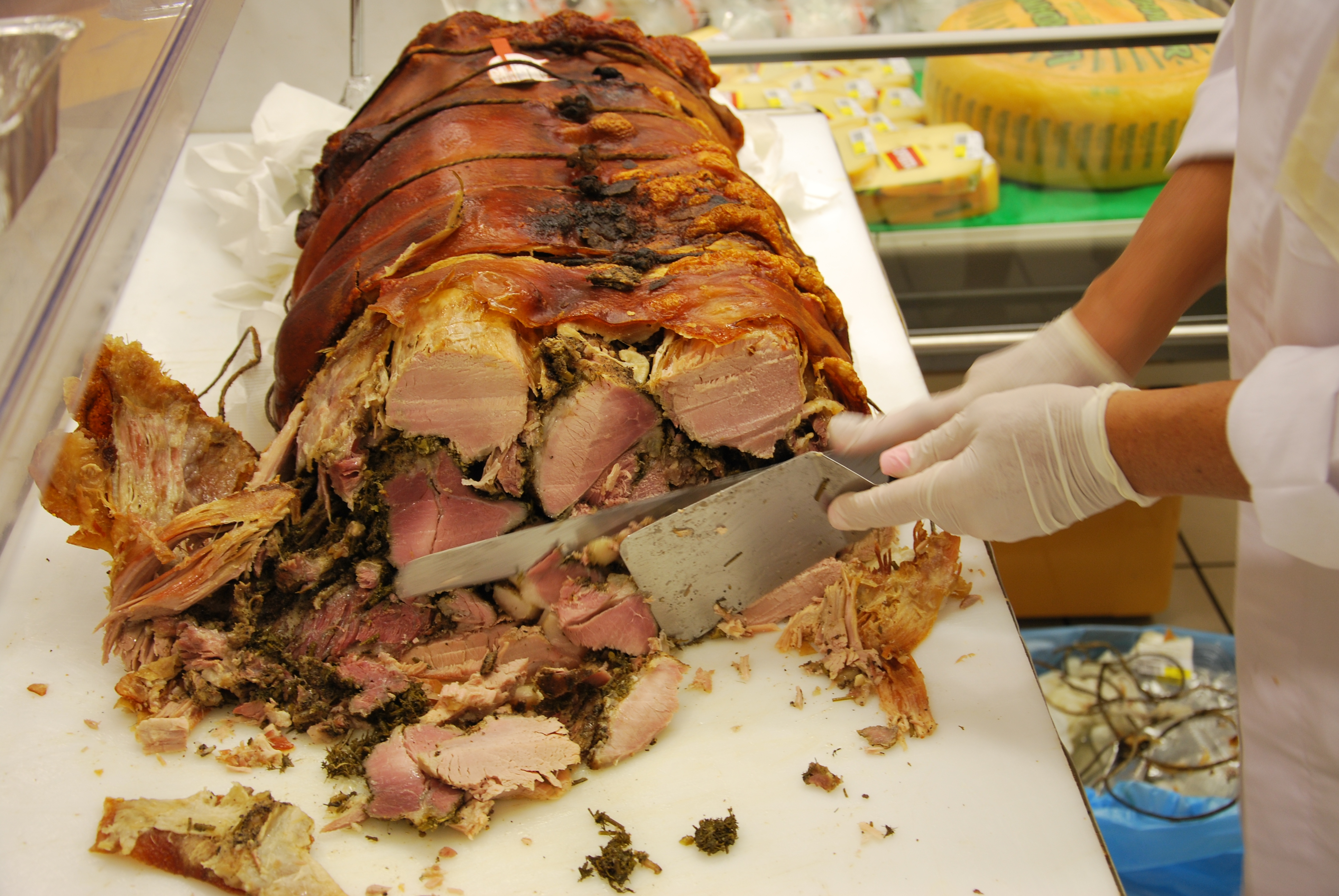
Porchetta, zerteilt

Porchetta ist eine kulinarische Spezialität Mittelitaliens, ein im Ganzen entbeintes und geröstetes junges Schwein von etwa 50 kg (kein Spanferkel). Porchetta ist in Umbrien und Latium sehr beliebt, wo es auf Jahrmärkten und Volksfesten verkauft wird. Typischerweise wird Porchetta mit wildem Fenchel gewürzt und in Brotbacköfen gebraten, die mit Holz geheizt werden. Normalerweise wird Porchetta kalt serviert.
Der Ausdruck „in porchetta“ kann auch auf andere, ähnlich zubereitete Fleischspeisen übertragen werden, beispielsweise entbeinte geröstete Hühnchen (pollo in porchetta) oder Kaninchen (coniglio in porchetta). Porchetta kann auch am Spieß geröstet werden, oder wie es nur in Sardinien üblich ist, in einem Erdloch („in caraxiu“) gegart. In Sardinien heißt Porchetta porceddu.

## Zubereitung
Zuerst werden die Borsten des Schweins abgesengt, seine Schwarte überbrüht und geschabt. Sodann wird das Schlachttier geöffnet, ausgenommen und entbeint, jedoch nicht weiter zerlegt. Der Schlachtkörper wird dann mit Salz, Pfeffer, Knoblauch und wildem Fenchel gewürzt, mit den vorbereiteten Innereien wieder gefüllt, zugenäht und langsam im Backofen oder am Spieß geröstet.

## Verbreitung

### Latium
Besonders bekannt und beliebt ist die Porchetta di Ariccia, bekannt für ihre besonders krosse Kruste. Traditionell wird für diese Porchetta ein weibliches Schwein genutzt. Verbreitet ist diese Porchetta vor allem im südlichen Teil des Latiums.
Hingegen ist im Norden des Latiums fast ausschließlich die Porchetta di Vallerano verbreitet. Diese Spezialität lässt sich nahezu in jedem Dorf und auf jedem Fest antreffen. Bekannt ist die Porchetta di Vallerano für ihren besonders kräftigen Geschmack. Alljährlich findet ihr zu Ehren die dreitägige sogenannte Sagra della Porchetta in Vallerano statt. 